# Settimana verde
La settimana verde è il termine comune per una permanenza in montagna ed è svolta da coloro che viaggiano e visitano luoghi montani nel periodo caldo a scopo di svago maggiormente rappresentato dall'alpinismo.